# Barrage de Laúca
Le barrage de Laúca est un barrage-poids construit sur le fleuve Kwanza en Angola. Principalement destiné à la production d'énergie, Il est doté d'une centrale hydroélectrique de 2 070 MW, de loin la plus importante du pays, et la deuxième d'Afrique au moment de son inauguration,. La mise en service complète de l'ouvrage a eu lieu en 2020.

## Localisation
Le barrage de Laúca se situe dans le nord de l'Angola, à 282 km de la capitale Luanda. Il est construit sur le fleuve Kwanza, le plus important du pays, à 47 km en aval du barrage de Kapanda. Le projet se trouve à la limite entre les provinces de Malanje au nord, et Cuanza-sud au sud.

## Histoire
Sa construction a démarré en juillet 2013. Sa première turbine a été inaugurée en août 2017 par le président Dos Santos, la cinquième en juillet 2019,.
La mise en service de la sixième et dernière turbine a eu lieu le 16 décembre 2020, marquant la livraison complète de l'ouvrage.

## Caractéristiques

### Barrage
Le barrage de Laúca est un barrage-poids en béton compacté au rouleau (BCR), haut de 132 m et long de 1 075 m. Son déversoir permet d'évacuer un débit de crue pouvant atteindre 10 000 m3/s.

### Centrales hydroélectriques
Le barrage est équipé de 6 turbines Francis de 334 MW chacune, constituant la centrale hydroélectrique principale. Chaque unité peut turbiner jusqu'à 182 m3/s, sur une hauteur de chute de 200 mètres. Cette centrale est installée dans une cavité souterraine artificielle longue de 273 m et large de 21 m, située environ 2 km en aval du barrage.
Il dispose également d'une petite centrale annexe, située au pied du barrage. Comportant une turbine de 65,5 MW, elle permet de turbiner les 60 m3/s de débit réservé sur une hauteur de 127 m,.

### Lac de barrage
La construction du barrage a donné naissance à un lac de retenue dont le volume maximum atteint 5,482 km3.

## Objectifs
La production électrique de l'ensemble est estimée à 8 640 GWh/an en moyenne. La centrale est notamment destinée à alimenter la ville de Luanda à hauteur de 500 MW, via une nouvelle ligne à haute tension de 400 kV devant être construite. Elle doit également permettre l'électrification d'une grande partie du pays, notamment dans les provinces centrales, avec l'objectif d'alimenter 10 millions de personnes en électricité.

## Coût et financement
Le projet a un coût estimé de 4,5 milliards de dollars.